# Gruppo ARIS
Gruppo ARIS - Artisti Risorti è un collettivo artistico fondato a Brescia nel 1995 e composto da Martino Martinotta, Ferdinando Cinini e Riccardo Simoni. La loro ricerca indaga il senso dell’artista e dell’arte nell’epoca contemporanea, ponendo particolare attenzione al linguaggio artistico in quanto medium. Operano prevalentemente attraverso installazioni e performance.

## Atto di nascita
Il gruppo nasce paradossalmente con una Dichiarazione di morte: una performance attraverso la quale Martinotta, Cinini e Simoni, nel 1995, mettono pubblicamente in scena la propria morte e resurrezione, come attestato da un Certificato di dichiarazione di morte firmato da altri artisti nel ruolo di testimoni. Attraverso questo gesto fondativo, gli Artisti Risorti dichiarano di rinunciare non solo alla propria identità artistica individuale, ma anche al ruolo tradizionale di artista e alla concezione storica dell'arte. L’intento non è produrre opere in senso tradizionale, ma generare dispositivi relazionali ed esperienze estetiche che interrogano le dinamiche di esposizione, riconoscimento e costruzione di senso.

## Progetti principali
Nel 2000 viene inaugurato il progetto MITO, che sfrutta la logica di spettacolarizzazione e serialità tipica dei media contemporanei per elevare un individuo comune a “mito” attraverso il medium del linguaggio artistico. Il processo inizia con la firma di un contratto da parte della persona selezionata, che cede formalmente la propria immagine e la propria biografia, accettando un’invasione e un’oggettivazione della propria identità. Gli ARIS intraprendono un rigoroso lavoro di catalogazione e documentazione di oggetti, gesti quotidiani o ricordi personali destinati all'oblio, per consegnarli alla memoria e alla storia dell'arte. Nel 2005 sono state scelte come Mito due gemelle, Sandra e Silvia Barbieri, le cui biografie sono state mitizzate in parallelo: l’opera è stata esposta alla XIV Quadriennale di Roma.
Nel 2013 viene avviato il progetto ALIAS, inaugurato con la performance Non calpestare le lumache: migliaia di lumache siglate dalle firme degli ARIS e dell’artista Alias Francesco vengono liberate nello spazio pubblico dei Giardini della Biennale di Venezia in occasione dell'inaugurazione della 55ª edizione. Francesco è il nome fittizio del soggetto Alias, un artista che ha accettato di diventare medium degli Artisti Risorti e che, attraverso una serie di azioni, mantiene occulta la propria identità ma allo stesso tempo offre indizi per permettere di decifrarla. Il progetto ribalta la prospettiva di MITO: se in quest’ultimo si indagano i processi di spettacolarizzazione, in ALIAS si esplora la dimensione di mistero che sta a fondamento di ogni gesto artistico. In questa prospettiva vengono indagate anche l’interazione fra l'immaginazione artistica e la spiritualità religiosa, attraverso il ciclo di opere “Alias Mistico”, e il dialogo con la razionalità scientifica, attraverso l’installazione Indizio a fondo rosso, esposta al Premio Michetti nel 2016.
Nel 2025 viene inaugurato l'ARIS SpazioMuseion a Darfo Boario Terme, all’interno del Parco. Lo spazio è concepito come laboratorio di riflessione sul senso dell'arte e dell'artista oggi. Secondo gli stessi ARIS, la scelta del nome «SpazioMuseion» richiama, in modo volutamente tautologico, l’origine etimologica della parola della parola Museo, legata alle Muse, figlie di Zeus e della Memoria. Il gruppo interpreta il museo non come semplice luogo espositivo o di intrattenimento culturale, ma come medium capace di generare aura artistica attraverso la dialettica tra memoria e oblio, tra spettacolarizzazione e nascondimento.

## Artisti e teorici di riferimento
Il principale riferimento teorico che attraversa la ricerca degli ARIS è la riflessione di Walter Benjamin, in particolare la sua teoria dell'aura, infatti i progetti MITO e ALIAS possono essere riletti attraverso la dialettica "vicinanza-lontananza" centrale nel pensiero del filosofo tedesco. ALIAS è stato associato anche alla critica della “società della trasparenza” formulata dal filosofo coreano Byung-Chul Han.
Per quanto riguarda i filoni artistici di riferimento, gli ARIS hanno dichiarato di porsi in continuità con la ricerca di Andy Warhol e soprattutto con il progetto di autostoricizzazione di Guglielmo Achille Cavellini, che l'ARIS Martinotta ha conosciuto direttamente. Il critico Luciano Caramel ha evidenziato l’affinità con la ricerca di Joseph Beuys e la sua affermazione che “ogni uomo è artista”, sottolineando però che gli ARIS ritengono che ogni individuo e ogni gesto possano acquisire valore artistico solo se filtrati attraverso il medium dell’arte.